# 게이VN 어워드
게이VN 어워드(영어: GayVN Awards)는 1998년부터 2010년까지 개최된 게이 포르노 산업 관련 시상식이다. 〈AVN〉에서 후원안다.